# Suzanna
Suzanna è un film muto del 1922 diretto da F. Richard Jones. Mack Sennett, che era anche produttore della pellicola, adattò per lo schermo il racconto omonimo di Linton Wells. Gli interpreti erano Mabel Normand, George Nichols, Walter McGrail, Winifred Bryson, Evelyn Sherman,
Léon Bary, Eric Mayne, Carl Stockdale, Lon Poff, George Cooper, Minnie Devereaux.

## Trama

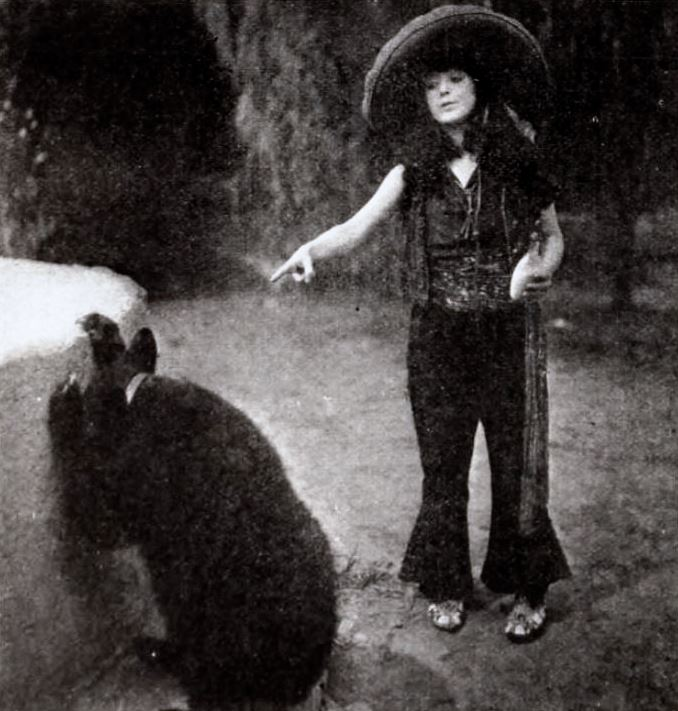
Mabel Normand con un orso

Volendo consolidare la proprietà dei loro ranch confinanti, don Fernando e don Diego combinano un matrimonio tra i loro figli Ramón e Dolores. Il problema è che Ramón è innamorato di Suzanna, figlia di uno dei lavoranti del padre, mentre Dolores ama Pancho, un torero. Suzanna scoprirà di essere stata rapita da piccola e che il suo vero padre è don Diego, ma non dice nulla. Ramón, però, alla fine si ribella e trascina via dall'altare la ragazza mentre si sta per svolgere la cerimonia di nozze tra lei e Pancho. Si giunge a un chiarimento: Ramón e Suzanna si sposano, mentre Dolores sposa Pancho.

## Produzione
Il film fu prodotto dalla Mack Sennett Comedies.

## Distribuzione
Il copyright del film, richiesto da Mack Sennett, fu registrato il 4 gennaio 1923 con il numero LP18621.
Distribuito dalla Allied Producers & Distributors Corporation e presentato da Mack Sennett, il film fu presentato in prima a Los Angeles approssimativamente il 24 dicembre 1922, uscendo poi nelle sale statunitensi il 15 febbraio 1923.
Copia completa della pellicola si trova conservata negli archivi del Gosfilmofond di Mosca.